# 971
Năm 971 là một năm trong lịch Julius.